# 徐怀玉
徐怀玉（9世纪？—912年），唐朝末年至五代十国后梁将领，本名徐琮，亳州焦夷县（今安徽省亳州市东南）人。
徐怀玉出身微贱，年轻时以雄杰自任，随朱温起兵，勇于战阵。唐僖宗中和末年，跟随朱温镇宣武，为永城镇将。光启初年，秦宗权屯金堤驿、灵昌、酸枣，徐怀玉将轻骑连破敌军，俘杀五千余人，于是升任亲从副将，改为左长剑都虞候。又参与在板桥、赤冈击败秦宗权，收秦宗权八寨，奏加检校右散骑常侍。唐昭宗文德初年，会同诸军解河阳之围。参与攻打魏州，在黎阳击败魏州兵，东攻兖州、郓州，攻克徐州、宿州。乾宁年间，奏加检校刑部尚书，朱温赐名怀玉。在金乡南击败朱瑾，擒获宗江，表授金紫光禄大夫、检校右仆射。乾宁四年（897年），庞师古在清口之战失利，只有徐怀玉所部，收集散卒万余人完整撤退。光化初年，转任滑州右都押牙兼右步军指挥使，奏授沂州刺史，当年丰收，于是缮兵修城，为战守准备。不久，王师范以青州攻梁，多次出兵攻沂州东境，徐怀玉将其击退。天复四年（904年），转任齐州防御使，加检校司空，以州兵从大军迎昭宗于凤翔，迁都洛阳。转任华州观察留后。一年后，再领所部兵驻守雍州，又召赴河中，补任晋、绛、同、华五州马步都指挥使。天祐三年（906年），授左羽林统军，转右龙虎统军，领六军之士，屯守泽州。晋军来攻，昼夜冲击，挖地穴而入，徐怀玉率亲兵在隧道中抵御击杀，晋军于是撤退。徐怀玉才气刚勇，临阵不退，平生金疮被体，有战将之名，所得赏赐，往往以分给士卒。开平元年（907年），授曹州刺史，加检校司徒。开平二年（908年），担任晋州刺史。同年秋，晋军来攻，已登其城墙，徐怀玉选亲兵五十余人，又将他们杀到城下。晋军撤退，出家财来赏赐战士。同年，晋军又至，徐怀玉领兵在洪洞将其击败。开平三年（909年），担任鄜坊保大军节度使、特进、检校太保，练兵修城，加检校太傅。乾化二年（912年），朱友珪弑父篡立，河中朱友谦拒命附晋，派兵攻打鄜州，徐怀玉没有防备，于是被俘虏，囚在公馆。朱友珪派遣康怀英率军围河中，朱友谦害怕徐怀玉有变，于是将其杀害。